# Joseph Kish
Joseph Kish (14 giugno 1899 – Hollywood, 14 marzo 1969) è stato uno scenografo statunitense.

## Filmografia parziale
- Address Unknown, regia di William Cameron Menzies (1944)
- Giovanna d'Arco (Joan of Arc), regia di Victor Fleming (1948)
- I cavalieri del Nord Ovest (She Wore a Yellow Ribbon), regia di John Ford (1949)

- Viaggio al centro della Terra (Journey to the Center of the Earth), regia di Henry Levin (1959)
- Questo pazzo, pazzo, pazzo, pazzo mondo (It's a Mad, Mad, Mad, Mad World), regia di Stanley Kramer (1963)
- La nave dei folli (Ship of Fools), regia di Stanley Kramer (1965)
- La vita corre sul filo (The Slender Thread) regia di Sydney Pollack (1965)